# Стерьо Георгиевски
Стерьо Цветов Георгиевски (на македонска литературна норма: Стерјо Цветов Ѓорѓиевски) с псевдоним Жорж е югославски партизанин и деец на НОВМ.

## Биография
Роден е на 6 юни 1922 година. Занимава се с обущарство. По-късно става ръководител на синдикатите на обущарите в Кралство Югославия. След окупацията на Югославия Георгиевски става член на ЮКП. Става близък със Стефан Наумов, Лазо Хаджипоповски и други комунистически дейци. Включва се в Битолско-преспанския партизански отряд „Даме Груев“. При една от акциите на отряда на 22 октомври 1942 година в Сопотско е убит от български части..